# 大野豊 (漫画家)
大野 豊（おおの ゆたか、1938年（昭和13年） - ）は、佐賀県出身の漫画家、絵本画家。「大野ゆたか」名義でも執筆。

## 略歴
学生時代に松本零士、高井研一郎、井上智らと同人グループ「九州漫画研究会」を結成し、同人誌「九州漫画展」を作成。
手塚治虫に師事し、虫プロダクションに入社。虫プロ商事刊行の雑誌『COM』の投稿コーナー「ぐら・こん」の審査員を務めたことがあり、その時代に投稿したいしいひさいち（当時高校生）は「基礎コース」で2度入選となったと後に記している。
その後、独立。

## 作品リスト

### 漫画
- 秘密警察27[2][3]
- 黒と赤（1958年ごろ）[4]
- かいき怪談（1960年ごろ）[5]
- わんぱく探偵団（1968年）[6]
- 空中都市008（1969年ごろ）[7]

### 絵本
- 世界名作ファンタジー（ポプラ社）
  - ももたろう
  - ピーターパン
  - はだかの王さま
  - わらしべちょうじゃ
  - つるのおんがえし
  - ヘレン・ケラー
- 世界の名作童話 動く絵本（ポプラ社）
  - 西遊記
  - ももたろう
  - 三びきのこぶた
  - ピーターパン
  - はくちょうの王子
  - おやゆびひめ